# Crary
Crary é uma cidade localizada no estado norte-americano de Dacota do Norte, no Condado de Ramsey.

## Demografia
Segundo o censo norte-americano de 2000, a sua população era de 149 habitantes.
Em 2006, foi estimada uma população de 138, um decréscimo de 11 (-7.4%).

## Geografia
De acordo com o United States Census Bureau tem uma área de
2,4 km², dos quais 2,3 km² cobertos por terra e 0,1 km² cobertos por água. Crary localiza-se a aproximadamente 453 m acima do nível do mar.

## Localidades na vizinhança
O diagrama seguinte representa as localidades num raio de 32 km ao redor de Crary.